# Kute Hakhapen
Kute Hakhapen is een bestuurslaag in het regentschap Aceh Tenggara van de provincie Atjeh, Indonesië. Kute Hakhapen telt 63 inwoners (volkstelling 2010).